# Luidia magnifica

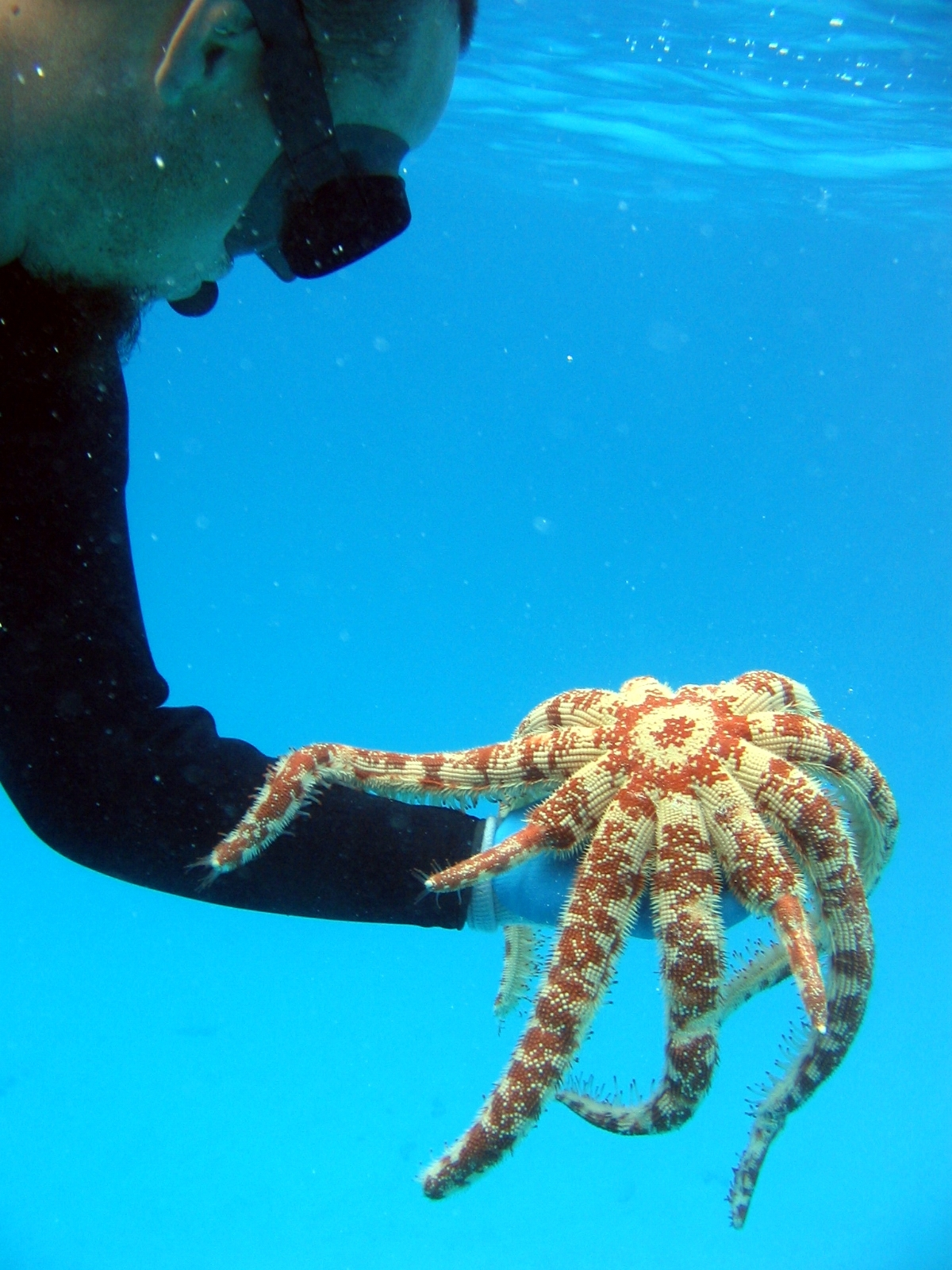
Hình ảnh của Luidia magnifica

Luidia magnifica là tên của một loài sao biển thuộc họ Luidiidae. Người ta phát hiện chúng sống ở biển Thái Bình Dương.

## Mô tả
Chúng thường có có mười cánh dài thuôn, đầu nhọn và thỉnh thoảng có những cá thể có đến 11 cánh. Và những cánh này có thể mọc lại khi bị thương hoặc bị kẻ thù tấn công. Bề mặt phía trên thì có các chân kìm nhỏ, đó là một cấu trúc giống như càng cua. Màu sắc của loài này thì hay thay đổi. Thi thoảng có cá thể màu vàng kem với những đốm tạo thành dải màu đỏ những cá thể khác thì cũng có thể có màu nâu đậm hoặc màu ô liu. Mặt bên dưới thì thường có màu vàng kem và các chân ống thì có đầu màu đỏ.
Kích thước của chúng khá lớn, một cá thể ở tại Pearl và Hermes, Hawaii được phát hiện là có đường kính lên đến 84 cm.

## Môi trường sống và phân bố
Chúng sinh sống ở vùng có đáy biển là cát quanh quần đảo Hawaii và Philippines tại độ sâu từ 18 m đến 133 m.

## Sinh vật học
Tương tự như các loài cùng chi, loài sao biển này là loài săn mồi cơ hội và cũng là loài ăn xác chết. Tương tự như các loài bà con của mình, nó thích ăn các loài động vật thân mềm hai mảnh vỏ và các loài cầu gai. Khi ăn, nó nuốt trọn con mồi của nó dù lớn hay nhỏ và tiêu hóa thức ăn bằng hai cái dạ dày. Những gì không tiêu hóa được thì sẽ bị nó thải ra ngoài bằng hậu môn. Nó di chuyển rất nhanh đặc biệt là nếu về mặt là cát.